# Wilhelm Hartmann (Politiker, 1848)
Wilhelm Hartmann (* 8. März 1848 in Hadamar; † 19. November 1913 ebenda) war ein deutscher Bäcker und Politiker.

## Leben
Hartmann war der Sohn des Bäckermeisters Joseph Hartmann (* 10. Februar 1817 in Hadamar; † nach 1874) und dessen Ehefrau Clara geborene Diel (* 7. April 1819 in Hadamar; † nach 1874). Hartmann, der katholischer Konfession war, heiratete am 28. Mai 1874 in Hadamar Anna Ahlbach (* 12. August 1854 in Hadamar), die Tochter des Fuhrmanns Johann Georg Ahlbach.
Er besuchte das Gymnasium in Hadamar bis zur Mittleren Reife. Danach machte er eine Bäckerlehre im väterlichen Betrieb und war später selbstständiger Bäckermeister.
Von 1894 bis 1899 war er Erster Beigeordneter und von 1899 bis 1913 Bürgermeister von Hadamar. Daneben gehörte er ab 1899/1900 dem Kreistag des Kreises Limburg an. 1903–1913 (1903–1904 für Ernst Lieber) war er für den Wahlkreis Landkreis Limburg Abgeordneter im Nassauischen Kommunallandtag und im Provinziallandtag der Provinz Hessen-Nassau. Im Kommunallandtag war er Mitglied des Beamten- und Eingabenausschusses. Im Parlament setzte er sich als engagierter Katholik gegen den Simultancharakter der geplanten Landesfürsorgeanstalt und gegen deren Errichtung in Usingen ein. Von 1906 bis 1913 war er Mitglied des Landesausschusses, bis 1908 als Stellvertreter. Nach seinem Tod rückte Philipp Haerten für ihn in das Parlament nach.

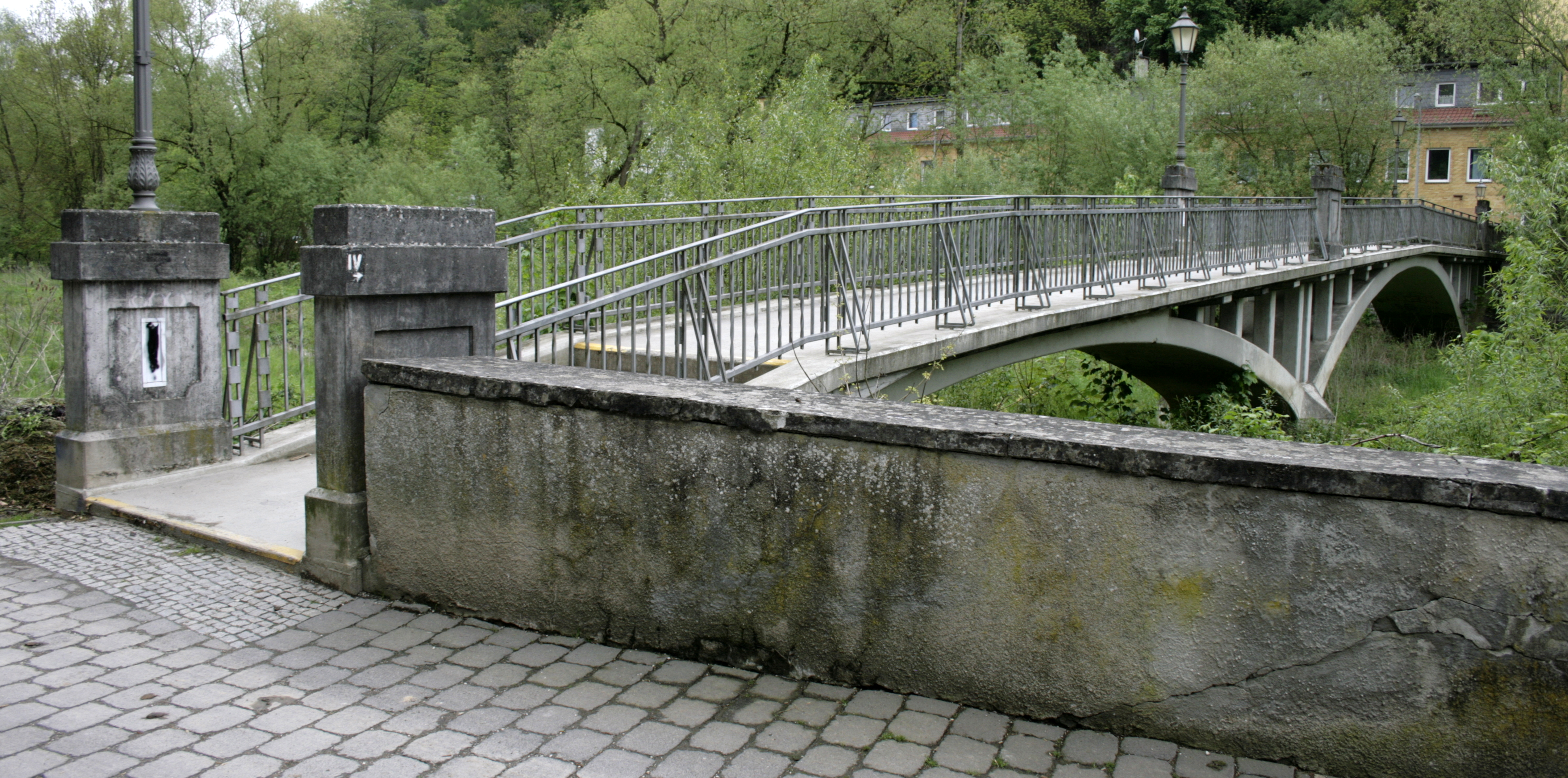
Hartmannsbrücke

Die 1911 eingeweihte Hartmannsbrücke über den Elbbach trägt seinen Namen.